# 海灣海龍
海灣海龍（学名：Syngnathus scovelli）為輻鰭魚綱棘背魚目海龍魚科的其中一種，分布於西大西洋區，包括墨西哥灣、加勒比海海域，棲息深度可達6公尺，體長可達18.3公分，棲息在海灣區的海草床。